# ويل شيرمان (لاعب كرة قدم أمريكية)
ويل شيرمان (بالإنجليزية: Will Sherman) هو لاعب كرة قدم أمريكية أمريكي، ولد في 20 أكتوبر 1927 في ويد في الولايات المتحدة، وتوفي في 11 أكتوبر 1997.

## وصلات خارجية
- ويل شيرمان على موقع مرجع كرة القدم المحترفة.كوم (الإنجليزية)